# Ernst Heinrich Georg Ule
Ernst Heinrich Georg Ule (* 12 de marzo de 1854 Halle (Sajonia-Anhalt) - † 15 de julio de 1915 , Berlín ) fue un botánico, micólogo y explorador alemán . Era hermano del geógrafo Wilhelm Ule, hijos del popular escritor de literatura científica Otto Eduard Vincenz Ule (1820–1876), fue tempranamente a estudiar a Halle y a Berlín. En 1883 consigue un puesto de médico de una expedición científica a Brasil donde se estudiaba la flora del país. Después de ocho años en Santa Catarina, en 1891 fue contratado como naturalista viajante del Museo Nacional de Río de Janeiro. De 1895 a 1900 fue director Adjunto, y a continuación continuó sus exploraciones botánicas al Nordeste Brasileño, llegando inclusive a Guyana, Venezuela y luego a Perú. Su labor fue seguida por Theodor Koch-Grünberg. En 1912 retorna a Berlín.
Escribió valiosa bibliografía sobre la flora de Brasil, a menudo con muchísimas series fotográficas. Además estudió la economía agropecuaria de Sudamérica, y enfáticamente sobre el caucho.

## Honores
Más de 500 especies se designaron en su honor, entre ellas:
- (Acanthaceae) Justicia ulei Lindau
- (Alstroemeriaceae) Bomarea ulei Kraenzl.

- La abreviatura «Ule» se emplea para indicar a Ernst Heinrich Georg Ule como autoridad en la descripción y clasificación científica de los vegetales.[1]

Más de 600 registros IPNI se guardan de sus identificaciones y clasificaciones de nuevas especies, en especial de Bromeliaceae, Cactaceae, Melostamataceae.